# Borowiacy Tucholscy
Borowiacy Tucholscy (nazwa własna Borowiaki i Borusy; kaszb. Bòrowiôcë, Bòrôcë) – zwarta grupa etnograficzna, mieszkańcy północno-środkowej części Borów Tucholskich.
W Narodowym Spisie Powszechnym 2021 1,14% mieszkańców powiatu tucholskiego zadeklarowało narodowość borowiacką.
Główne miejsca zamieszkania Borowiaków to okolice Czarnej Wody, Osiecznej, Osówka, Szlachty i Śliwic. Borowiacki obszar etnograficzny graniczy z obszarem kociewskim na wschodzie, z kaszubskim (Zaboracy zwani też Krubanami (kaszb. Krëbanë)) na północnym zachodzie i krajeńskim na południu, aczkolwiek trzeba pamiętać o tym, że Borowiacy Tucholscy dawniej również mówili po kaszubsku (w północnej części pow. tucholskiego i w pd. części pow. chojnickiego jeszcze na początku XX wieku). Ze zmieszania cech pomorskich (kaszubskich) i (wielko)polskich powstało to, co obecnie określa się gwarą borowiacką. Obecnie gwara ta istnieje tylko szczątkowo wśród najstarszej ludności. W przeszłości obszar zamieszkania Borowiaków przeplatał się z obszarem zwanym Kosznajderią (kaszb. Kòsznéderëjô) bądź Kośniewiem (dolnoniem. Koschnewee), zamieszkanym przez posługującą się gwarą kosznajderską (niem. Brahe-Mundart) języka dolnoniemieckiego ludność zwaną Kosznajdrami (kaszb. Kòsznédrë). Wspólne wyznanie katolickie przeważającej części Borowiaków i Kosznajdrów ułatwiało zawieranie małżeństw przedstawicieli obydwu grup etnicznych.
Borowiacy (podobnie jak i inne grupy etnograficzne wschodniej części Pomorza) oparli się silnej germanizacji na obszarze Pomorza Gdańskiego w XIX i na początku XX w. Kultywuje się tu nadal swoistą i odrębną kulturę regionalną (pieśni, tańce i gwary), przejawiającą się również w obyczajach, architekturze, stroju oraz miejscowej kuchni.
Charakterystyczną cechą architektury borowiackiej są drewniane domy z dużym, spadzistym dachem pokrytym dranicą, wykonaną z ręcznie łupanych desek z drewna iglastego.
Borowiacy w zwartej masie zamieszkują powiat tucholski oraz przyległe tereny sąsiednich powiatów: gminę Czersk z borowiackimi Rytlem i Łęgiem w powiecie chojnickim, gminę Osieczna z borowiackimi Szlachtą, Osówkiem i Wdą w powiecie starogardzkim oraz gminy Lniano i Świekatowo w powiecie świeckim.
Kultura Borowiaków jest przedmiotem ekspozycji Muzeum Borów Tucholskich w Tucholi, gdzie znajduje się wystawa poświęcona tej grupie etnograficznej. Ekspozycja obejmuje m.in. odtworzone wnętrze borowiackiej chaty, przedmioty codziennego użytku (magiel, kołowrotek, kierzynka – przyrząd do wyrabiania masła), meble (łóżka, skrzynia posagowa, maszyna do szycia) oraz stroje (codzienne i odświętne).